# Joshua John Miller
Joshua John Miller (* 26. Dezember 1974 in Los Angeles) ist ein US-amerikanischer Schauspieler, Schriftsteller und Drehbuchautor.

## Leben
Miller ist ein Sohn der Schauspieler Sue Bernard und Jason Anthony Miller, Jason Patric ist sein Halbbruder. Er schloss im Jahr 1992 die Beverly Hills High School ab, danach studierte er am Antioch College und an der Yale University.
Als Schauspieler debütierte Miller in einer Folge der Fernsehserie The Greatest American Hero aus dem Jahr 1982. Im Horrorfilm Halloween III (1982) war er in einer kleinen Nebenrolle an der Seite von Tom Atkins zu sehen. Für seinen Auftritt in zwei Folgen der Fernsehserie Highway to Heaven aus dem Jahr 1985 erhielt er im Jahr 1986 den Young Artist Award. Im Filmdrama Das Messer am Ufer (1986) trat er in einer größeren Rolle neben Crispin Glover, Keanu Reeves, Ione Skye und Dennis Hopper auf, für die er 1988 für den Young Artist Award nominiert wurde. Die Rolle neben Lance Henriksen und Bill Paxton im Horrorfilm Near Dark – Die Nacht hat ihren Preis (1987) brachte ihm 1988 die erste Nominierung für den Saturn Award.
In der Fantasykomödie Teen Witch (1989) spielte Miller an der Seite von Robyn Lively; für diese Rolle wurde er 1990 genauso wie für seinen Gastauftritt in einer Folge der Fernsehserie Wunderbare Jahre aus dem Jahr 1990 für den Young Artist Award nominiert. Eine weitere Nominierung für den gleichen Preis erhielt er ein Jahr später für die Rolle im SF-Horrorfilm Die Klasse von 1999 (1990), in dem er neben Malcolm McDowell und Pam Grier spielte. Für die Hauptrolle in der SF-Komödie Robodad (1991) wurde er im Jahr 1992 für den Saturn Award und im Jahr 1993 für den Young Artist Award nominiert.
Miller schrieb Artikel für die Zeitschriften Harper’s Bazaar und Playboy. Er schrieb anhand seines eigenen Romans das Drehbuch des Filmdramas The Mao Game (1999), bei dem er auch Regie führte und in dem er neben Kirstie Alley sowie Piper Laurie eine der Rollen übernahm. Als Drehbuchautor war er an The Final Girls (2015) beteiligt. Er entwickelte die seit 2016 ausgestrahlte Fernsehserie Queen of the South, die 2021 endete. Danach folgte The Exorcism (2024), mit dem er seinen zweiten Film als Regisseur inszenierte, seine Regiedebüt gab er 1999 mit The Mao Game.

## Filmografie (Auswahl)
- 1982: Halloween III (Halloween III – Season of the Witch)
- 1984: The Fantastic World of D.C. Collins
- 1986: Das Messer am Ufer (River's Edge)
- 1987: Near Dark – Die Nacht hat ihren Preis (Near Dark)
- 1989: Teen Witch (Teen Witch)
- 1990: Die Klasse von 1999 (Class of 1999)
- 1990: Mit stählerner Faust (Death Warrant)
- 1991: Robodad (And You Thought Your Parents Were Weird)
- 1999: The Mao Game (auch Regie und Drehbuch)
- 2007: The Wizard of Gore
- 2015: The Final Girls (Drehbuch)
- 2016–2021: Queen of the South (Fernsehserie)
- 2024: The Exorcism (auch Regie)